# Let's Cheers to This
Let's Cheers to This è il secondo album in studio della band statunitense Sleeping with Sirens, pubblicato il 10 maggio 2011 dalla Rise Records.
Questo è il primo album che vede come chitarristi Jesse Lawson e Jack Fowler.

## Tracce
1. Do It Now Remember It Later – 3:26
2. If You Can't Hang – 4:10
3. Who Are You Now – 4:17
4. Four Corners and Two Sides – 3:18
5. A Trophy Father's Trophy Son – 3:43
6. Fire – 3:50
7. Tally It Up, Settle the Score – 3:35
8. Your Nickel Ain't Worth My Dime – 2:48
9. Postcards and Polaroids – 3:14
10. All My Heart – 4:39
11. Let's Cheers to This – 3:40

## Formazione
- Kellin Quinn – voce, tastiera, programmazione
- Jack Fowler – chitarra solista
- Jesse Lawson – chitarra ritmica, cori
- Justin Hills – basso
- Gabe Barham – batteria